# Phaleria okapensis
Phaleria okapensis är en tibastväxtart som beskrevs av P.F Stevens. Phaleria okapensis ingår i släktet Phaleria och familjen tibastväxter. Inga underarter finns listade i Catalogue of Life.